# Les Deux Pigeons (ballet)
Pour l’article homonyme, voir Les Deux Pigeons.
Les Deux Pigeons est un ballet en deux actes et trois tableaux du compositeur français André Messager, composé en 1885 et créé le 8 octobre 1886. Ce ballet ne doit pas être confondu avec la fable de Jean de La Fontaine Les Deux Pigeons, dont il s'inspire.

## Composition
La composition du ballet par Messager débute en juin 1884, après une commande de M. Vaucorbeil, directeur de l'Opéra de Paris; une lettre en témoigne: 
« Je reçois le programme du ballet des Deux Pigeons composé par M. Henry Régnier, et je confie à M. André Messager la tâche d'en écrire la musique. 
Je mets cependant à mon acceptation cette condition: que la partition de M. Messager me sera remise entièrement orchestrée le 1er janvier 1885, et désirant, si les nécessités de mon répertoire l'exigeaient, être en mesure de produire cet ouvrage soit au printemps soit à l'automne. »
C'est donc en six mois que le compositeur dut créer l'œuvre, selon un programme de Henry Régnier, à l'époque un auteur « institutionnel », car il est sous-chef du Bureau des théâtres et Inspecteur des théâtres au Ministère de l'Instruction publique et des Beaux-Arts. Le choix est hautement « politique » pour le directeur Vaucorbeil. Le livret des Deux Pigeons sera le dernier de Régnier (avec Diana, d'Émile Paladilhe en 1885). Louis Mérante sera le collaborateur officiel concernant la chorégraphie.
La partition est dédiée : « À Camille Saint-Saëns, hommage d'admiration et de reconnaissance ».
On sait que les répétitions pour la première d'octobre 1886 furent soignés et novatrices — répétition au piano, polyphonique, et non au violon comme habituellement jusqu'alors – et que le compositeur fut attentif à ce que le ballet s'articule autour de sa musique, qu'il voulait mémorable et travaillée (quelques années plus tard, Diaghilev érigera la qualité musicale du ballet en dogme).
Outre sa première à Paris en octobre 1886, le ballet fut aussi donné à Londres en 1907 sous la direction d’André Messager lui-même à Covent Garden – poste qu’il occupera de 1907 à 1914.

## Synopsis
Dans sa version originale l'action de la fable est transposée dans le monde humain, par le librettiste Régnier : 
Le ballet s'ouvre dans un pays imaginaire – qui pourrait être inspiré de la Roumanie ou de la Thessalie au XVIIIe siècle. La demoiselle Gourouli cherche à attendrir son fiancé Pepio alors qu'ils contemplent un couple de pigeons amoureux.
Mais un groupe de bohémiens de passage réveille l'esprit aventureux de Pepio, qui décide de les suivre. Il tombe par ailleurs amoureux fou de Djali, la belle tzigane (type de personnage que l'on peut penser inspiré de Carmen). Étourdi par leurs danses et par les charmes de Djali, il se laisse dépouiller par ses nouveaux compagnons.
Gourouli, qui avait suivi son aimé, déguisée en tzigane, convainc les bohémiens de « donner une leçon » à Pepio ! Ce dernier se trouve bientôt seul, abandonné et dépouillé, lorsqu'un un violent orage éclate. Il rentre alors auprès de sa fiancée et lui demande pardon.

## Déroulement
Déroulement de la version originelle en deux actes:
- Acte I

1. Introduction
2. Scène I
3. Scène II: Entrée de Mikalia.
4. Scène III: Entrée de Pepio; Pas de Deux Pigeons.
5. Scène IV: Entrée de Tziganes. Thème et Variations.
6. Scène V: Musique de Scène.

- Acte II

1. Prélude
2. Scène I - Entrée de Pepio.
3. Scène II - Entrée des Soldats; Entrée de Gourouli.
4. Divertissement: No. 1 Entrée.
5. Divertissement: No. 2 Andante.
6. Divertissement: No. 3 Valse.
7. Divertissement: No. 4 Variation; Gourouli seule.
8. Divertissement: No. 5 Un Tzigane seul.
9. Divertissement: No. 6 Danse hongroise.
10. Divertissement: No. 7 Final.
11. Orage et Final.

## Orchestration
La partition est originellement écrite pour: piccolo, flûte, 2 hautbois, 2 clarinettes en si bémol, 2 bassons, 4 cors en fa, 2 trompettes en si bémol, 3 trombones, tuba, timbales, « batteries » (grosse caisse de concert, triangle, cymbale, tambourin), violons I, violons II, altos, violoncelles, contrebasses.

## Éditions
- 1885: La première édition, originellement pensée en trois actes[1], pour le spectacle d'octobre 1886: avec en tête de la partition une lettre de Broussan, ancien directeur de l'Opéra Garnier.
- 1886: Réduction pour piano: Les Deux pigeons, ballet en 2 actes de Henri Régnier et Louis Mérante, musique de André Messager. 4 Airs de ballet, transcrits et simplifiés pour le piano, par Henri d' Aubel. Éd. Enoch frères et Costallat.
- 1886: Réduction pour piano: Les Deux pigeons, ballet en 3 actes, par Henry Régnier et Louis Mérante, partition piano seul réduite par l'auteur. Éd. Enoch frères et Costallat.
- 1886: Les deux Pigeons, ballet d' André Messager. Quadrille (pour piano) par Arban.
- 1891: Les Deux pigeons, ballet en 2 actes par André Messager, suite pour harmonie militaire par Alfred Haring. Éd. Millereau.
- 1912: Les deux Pigeons, Éd. Enoch (réédition).
- 1912: Andante des "Deux Pigeons". Transcription pour violon avec accompagnement de piano (et violoncelle ad libitum) par Ernest Gillet. Éd. Enoch

## Représentations
De grands noms on dansé sur la musique des Deux Pigeons : à la création notamment, Rosita Mauri (Gourouli) et Marie Sanlaville (Pepio). La pratique chorégraphique de l'époque attribue le plus souvent le rôle (masculin) de Pepio à une danseuse habillée en danseur.
À la création, les décors retouchés de Namouna de Lalo furent réutilisés.
Les rôles principaux de la première furent interprétés par: 
- Gourouli : Rosita Mauri
- Pépio : Marie Sanlaville
- Gertrude : Mlle Montaubry
- Djali : Mlle Hirsch
- Reine des Tziganes : Mlle Monnier
- Zarifa : M. Pluque
- Franca-Trippa : M. de Soria
- Un tzigane : Louis Mérante
- Le capitaine : M. Ajas
- Un serviteur : M. Ponçot

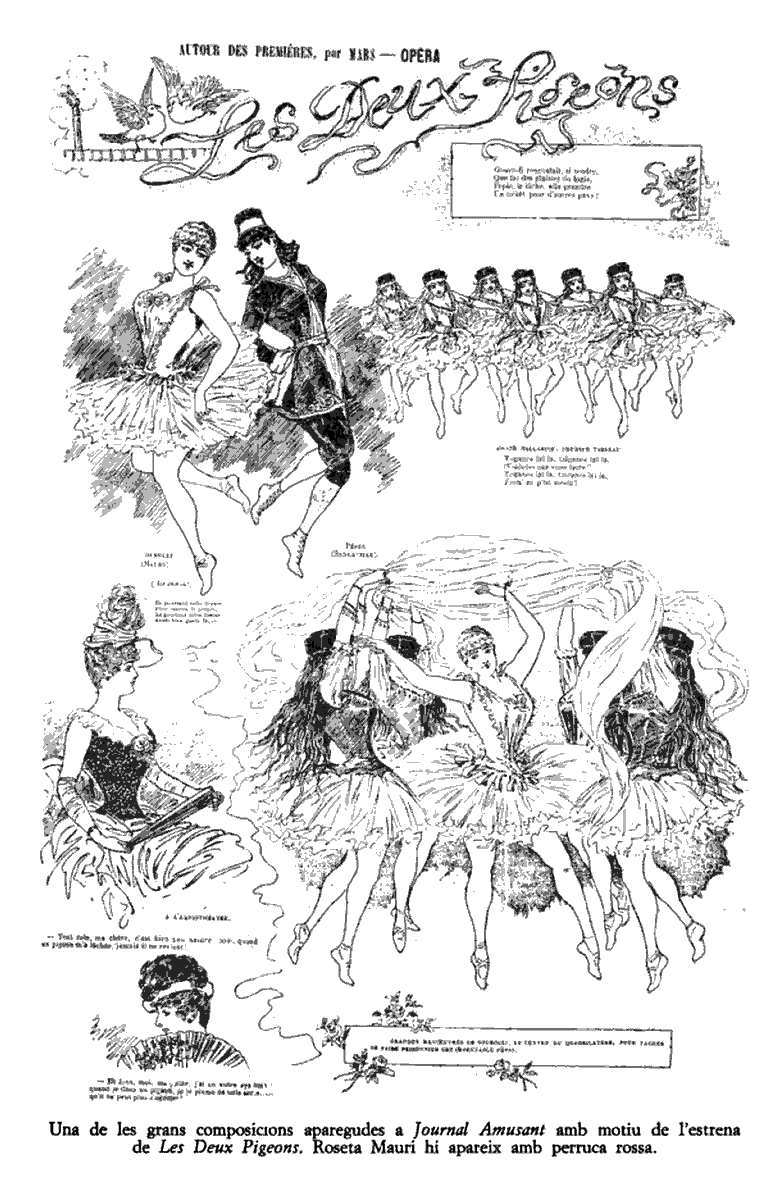
Dessin du Journal amusant de 1886 résumant la première des Deux Pigeons. On y voit Gourouli et Pépio incarnés par les deux danseuses, Mauri et Sanlaville.
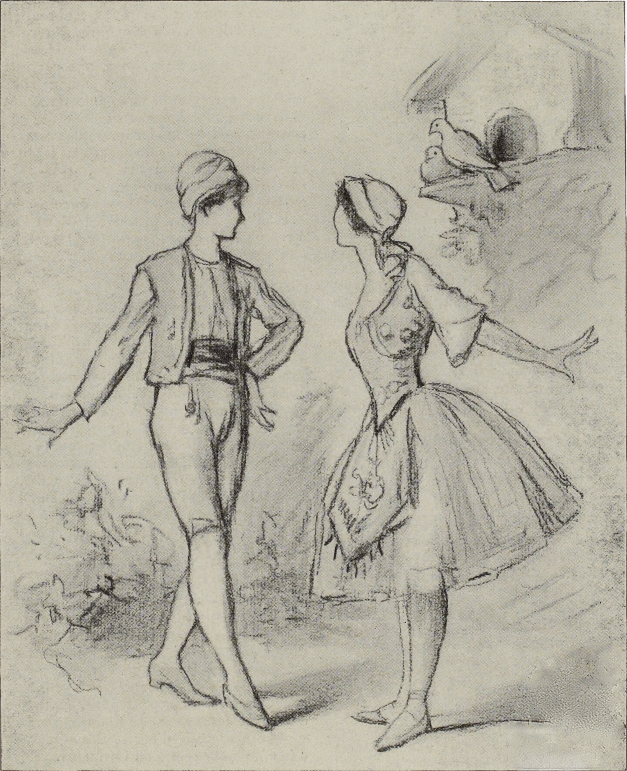
Mlle Aïda Boni (à droite) et Mlle Meunier dans les Deux Pigeons, début du XXe siècle; dessin de Marie-Félix Hippolyte-Lucas.
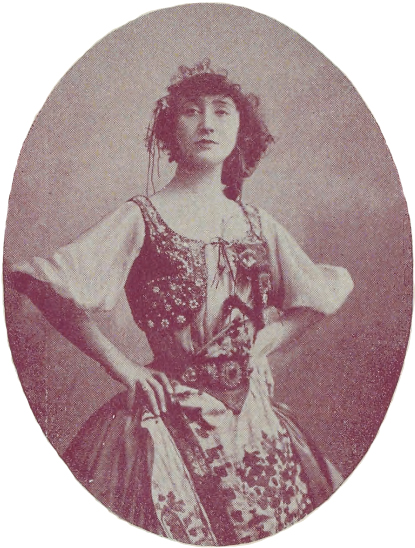
Aïda Boni en costume de Gourouli (v.1912).
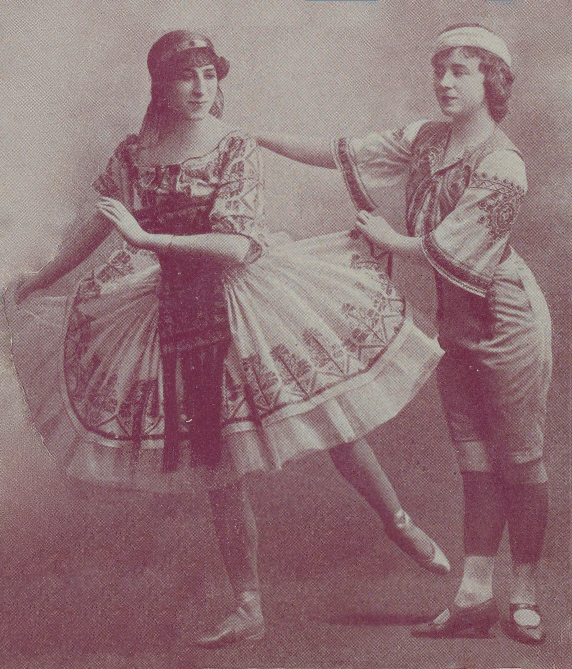
Mlles Zambelli et Meunier en Gourouli et Pépio (v.1912).
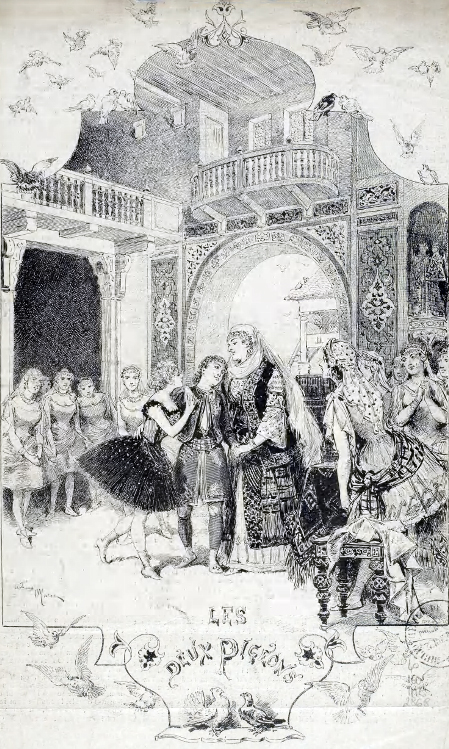
Le Retour, scène avec des tziganes, dans une version en 3 actes (1886)

Puis le ballet fut repris au début du XXe siècle avec Carlotta Zambelli et Albert Aveline. Plus tard au XXe siècle, Lycette Darsonval, Yvette Chauviré, Suzanne Lorcia, Christiane Vaussard, Serge Peretti et Michel Renault (it).
En 1919, Albert Aveline chorégraphia Les Deux Pigeons en un acte. Cette version est toujours utilisée aujourd'hui en France et à travers le monde, depuis 1978, ainsi que par les élèves de l'École de danse de l'Opéra national de Paris.
Le chorégraphe britannique Frederick Ashton créa une version du ballet en 2 actes pour le Royal Ballet de Londres. L’action se déroule à Paris, au XIXe siècle. Les rôles principaux sont un Jeune Homme et une Jeune Fille – un peintre et son modèle. On retrouve les bohémiens, ainsi qu'une chaise : accessoire symbolique tout au long du ballet. On y voit aussi évoluer des pigeons vivants (apprivoisés). Le ballet d'Ashton fut dansé pour la première fois le 14 février 1961.

## Enregistrements
Quelques enregistrements notables :
- 1947 : Une suite du ballet (Entrée des tziganes, Scène et pas de deux des pigeons, Thème et variations, Danse hongroise, Finale) a été enregistrée par l'Orchestre Colonne dirigé par Jean Fournet (Pathé PDT135, 1947)
- 1961 : Orchestre de l'Opéra Covent Garden, Sir Charles Mackerras (dir.), Londres[10].
- 1984 : Orchestre symphonique de Bournemouth, John Lanchbery (dir.), EMI.